# Telnice (okres Ústí nad Labem)
Telnice (německy Tellnitz) je obec v okrese Ústí nad Labem v Ústeckém kraji. Žije v ní 698 obyvatel.

## Název
Ohledně původu názvu obce Telnice existuje několik hypotéz. Podle jedné byla prvotním tvarem Vtelnice, vzniklá substantivisující příponou -ice z přídavného jména vtelná, tj. voda tekoucí mezi vrbami (podobně vznikly například názvy Březnice či Rokytnice). Počáteční písmeno „V“ bylo později nesprávně pokládáno za předložku, a proto došlo nejprve k jeho odsouvání a později vypuštění. Podle názoru Josefa Jejkala, publikovaném v časopise Erzgebirgs-Zeitung v roce 1941, je název Telnice výsledkem pozdního přejetí poněmčeného tvaru Tellnitz do češtiny. Předpokládá původní místní název trati a potoka Dolnice, neboť Němci přejímali české písmeno d- jako t- (např. Děčín → Tetschen). Německý název obce je Tellnitz a mezi kdysi používané tvary patří též Telnecz, Thelnycz, Telnicz, Tolnitz či Telnitz.

## Historie

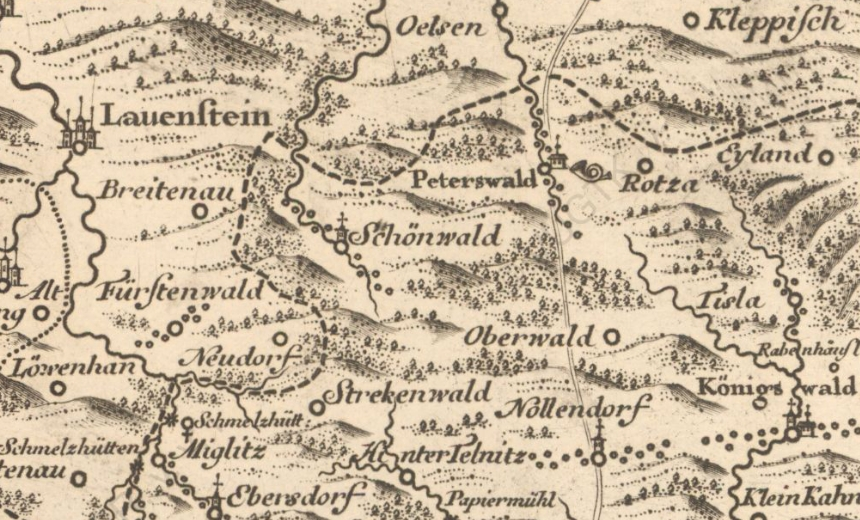
Telnice, zde jako Telnitz (dole), na Müllerově mapě Čech z roku 1720

První písemná zmínka pochází z roku 1547. Obec se skládá ze tří částí. Přední, Střední a nejstarší Zadní. Telnice vznikla jako osada lesních dělníků. Kromě těžby se však obyvatelé zbývali také zemědělstvím, tkalcovstvím a pletařstvím. Pro velké množství srážek (průměr 900 mm oproti 540 v Ústí nad Labem) bylo zbudováno několik mlýnů, pila a palírna. Od roku 1371 se zde těžila železná, měděná, olověná a stříbrná ruda, která se tavila v Chlumci v tzv. Šmelcovně – dnešní areál U Šmelce. Koncem 18. století byla pro nevýnosnost těžba ukončena.
Počátkem 20. století byl ve Střední a Zadní Telnici otevřen důl Segen Gottes a barytová štola. Sloužily pro Spolchemii k zásobování sirníky pro výrobu kyseliny sírové. Po této těžbě dnes zbyly jen haldy západně od konečné autobusu a při dně údolí pod restaurací. Stavba loveckého zámečku hrabat Ledebourů z roku 1832 směrem k Nakléřovu souvisí rovněž s těžbou. Majitelé se ji pokusili obnovit, ale opět byla jako nerentabilní záhy roku 1890 zastavena. Od roku 1912 do roku 1956 využívali obyvatelé pro spojení s Ústím nad Labem elektrickou dráhu číslo 1, která měla svou konečnou stanici pod nádražím.
Roku 1890 zde město Ústí nad Labem zřídilo sběrné nádrže pro městský vodovod. V dolní části byla léta 1901 založena továrna na porcelán s 8 pecemi. Vyráběla elektroporcelán a izolátory, které se vyvážely do Kanady a Austrálie. V době největšího rozmachu zde pracovalo na 580 dělníků. V pozdějších letech se zde vyráběly hrnce a další kuchyňské náčiní.
V obci se nachází novogotický kostel sv. Josefa z roku 1910. Nechal jej vystavět chlumecký hrabě Westphalen z Fürstenbergu. Novogotická kaple ve varvažovské části obce pod železniční tratí pochází z roku 1860.
Po roce 1945 se obci nevyhnul odsun německého obyvatelstva s čímž souviselo i snížení počtu obyvatel a zániku některých stavení. Tento osud se nevyhnul ani loveckému zámečku (vyhořel v padesátých letech) z které dodnes zbyla jen kaple a stáje pro koně, které dnes využívají lesníci.
Telnice je dodnes oblíbeným střediskem pro zimní turistiku, která nabízí hned několik sjezdovek (Rudný, Meva ...), ale je též napojena na běžkařskou krušnohorskou magistrálu. Jako zajímavost je nutno uvést, že Telnice byla vůbec prvním rekreačním střediskem v Československu, kde bylo spuštěno a provozováno umělé zasněžování.

## Přírodní poměry
Telnice je obec v severozápadní části okresu Ústí nad Labem v Ústeckém kraji. Od severu (po směru hodinových ručiček) sousedí s katastrálními územími Větrov u Krásného Lesa, Krásný Les, Nakléřov, Knínice u Libouchce, Dělouš, Žandov u Chlumce a Habartice u Krupky.

### Půdy
Podle taxonomického klasifikačního systému půd (TKSP) se v Telnici vyskytují kambizemě, antropozemě, gleje a podzoly. Nejhojněji jsou zastoupeny kambizemě; ve vrcholových partiích u Adolfova se vyskytuje úzký pás půdního typu kambizem dystrická, zatímco v oblasti Varvažova jde o kambizem kyselou a kambizem luvickou vyluhovanou. V téže lokalitě lze nalézet i antropozem haldovou. Ve výběžku od Varvažova, podél silnici na Telnici, jsou pro změnu zastoupeny gleje modální. V lokalitě Zadní Telnice a Adolfova se vyskytuje kryptopodzol modální.

### Podnebí a vodstvo
Území Telnice se dle Quittovy klimatické klasifikace řadí do tří různých oblastí. Zadní Telnice s Adolfovem jsou součástí chladné oblasti CH7. Území severně od centra Telnice spadá do mírně teplé oblasti MT4, zatímco území jižně (na Varvažov) náleží do mírně teplé oblasti MT9.
Oblast Telnice spadá hydrologicky do povodí řeky Labe, konkrétně do dílčího povodí Ohře, Dolního Labe a ostatních přítoků Labe. Zdejší území leží na pomezí povodí dvou vodních útvarů, jimiž jsou „Ždírnický potok od pramene po Zalužanský potok“ (větší část území) a „Klíšský potok od toku Žďárský potok po ústí do toku Bílina“. Jedním z přítoků Ždírnického potoka je Telnický potok, který protéká přímo Telnicí.

### Flora a fauna
Dle biogeografického členění ČR náleží Telnice do hercynské podprovincie, v níž se nachází na pomezí Krušnohorského a Mosteckého bioregionu. Z botanického hlediska leží území na hranici fytogeografických oblastí mezofytikum a termofytikum, kde z větší části spadá do okresu Krkonošské podhůří vlastní (25a), a z menší do Podkrušnohorské pánve (3).

### Ochrana životního prostředí
Na území obce Telnice zasahují tři chráněná území různého typu. V rámci soustavy Natura 2000 se jedná o evropsky významnou lokalitu Východní Krušnohoří, která se rozkládá na většině území obce. Druhou zmíněnou je přírodní park Východní Krušné hory, zasahující Adolfov a jeho blízké okolí. Ten byl vyhlášen v roce 1995 a předmětem jeho ochrany je „ráz hřebenů s lesními prosty, horskými a rašelinnými loukami, charakteristickou flórou a faunou“. V malé části téže lokality u Adolfova jsou Krušnohorská rašeliniště, mokřady, chráněné od roku 2008 Ramsarskou úmluvou.
V rámci územního systému ekologické stability se na území obce nachází celkem tři regionální biocentra, mezi něž patří Telnická údolí, Černá louka a Stěna.

## Obyvatelstvo
Při sčítání lidu v roce 1921 ve vsi žilo 470 obyvatel (z toho 217 mužů), z nichž bylo čtyřicet Čechoslováků, 427 Němců, jeden příslušník jiné národnosti a dva cizinci. Kromě sedmi evangelíků, tří židů a 29 lidí bez vyznání se ostatní hlásili k římskokatolické církvi. Podle sčítání lidu z roku 1930 měla vesnice 508 obyvatel: 54 Čechoslováků, 451 Němců, jednoho příslušníka jiné národnosti a dva cizince. Většina obyvatel (472 osob) byla římskými katolíky, ale ve vsi žilo také osm evangelíků, jeden člen církve československé, jeden žid a 26 lidí bez vyznání.
Počátkem roku 2013 žilo v obci celkem 745 obyvatel, z toho 393 mužů a 352 žen, jejichž průměrný věk činil 40,5 let. Podle sčítání sčítání lidu, domů a bytů z roku 2011, kdy v obci žilo 692 lidí, tvořili největší věkovou skupinu (17,8 %) obyvatelé ve věku od 30 do 39 let. Děti do 14 let věku představovaly 14,5 % obyvatel, zatímco senioři nad 70 let úhrnem 7,8 %. Z celkem 592 občanů obce starších 15 let je vzdělanostně nejpočetnější skupinou (34 %) nejvyšší ukončené vzdělání úplné střední bez maturity. Podíl vysokoškoláků dosahoval 6,4 % a bez vzdělání bylo naopak 0,3 % obyvatel.
Z cenzu dále vyplývá, že ve městě žilo 309 ekonomicky aktivních občanů (44,6 %). Dohromady 90 % z nich se řadilo mezi zaměstnané, z nichž 76,6 % patřilo mezi zaměstnance, 4,3 % k zaměstnavatelům a zbytek pracoval na vlastní účet. Oproti tomu celých 43 % občanů nebylo ekonomicky aktivní (to jsou například nepracující důchodci či žáci, studenti nebo učni) a zbytek svou ekonomickou aktivitu uvést nechtěl.
Během sčítání lidu se 65,8 % obyvatel obce přihlásilo k české národnosti. Zbývající zastoupené národnosti byly ukrajinská (0,7 %), slovenská (0,6 %) a německá (0,3 %). Celých 32,2 % obyvatel obce však svou národnost neuvedlo.
| Rok            | 1869 | 1880 | 1890 | 1900 | 1910 | 1921 | 1930 | 1950 | 1961 | 1970 | 1980 | 1991 | 2001 | 2011 |
| -------------- | ---- | ---- | ---- | ---- | ---- | ---- | ---- | ---- | ---- | ---- | ---- | ---- | ---- | ---- |
| Počet obyvatel | 1019 | 1062 | 986  | 1079 | 1402 | 1574 | 1792 | 1001 | 1082 | 702  | 655  | 515  | 577  | 692  |
| Počet domů     | 164  | 172  | 169  | 185  | 211  | 223  | 251  | 259  | 204  | 135  | 144  | 166  | 164  | 189  |

### Náboženský život
Obec náleží pod římskokatolickou farnost Chlumec, která spadá pod ústecký vikariát litoměřické diecéze. Nachází se zde filiální kostel svatého Josefa a kaple Panny Marie, kde se však neslouží pravidelně bohoslužby.
Při censu provedeném v roce 2011 se 4,9 % obyvatel Telnice označilo za věřící, z toho 2,2 % se hlásilo k církvi či náboženské obci. Nejvíce obyvatel (1,2 %) se označilo za následovníky římskokatolické církve, okrajově též byla zastoupena Českobratrská církev evangelická. Plných 43,2 % uvedlo, že je bez náboženské víry, a 51,9 % lidí odmítlo na otázku své náboženské víry odpovědět.

## Obecní správa a politika
Telnice sestává ze tří částí, jimiž jsou Telnice, Liboňov a Varvažov, které zároveň tvoří tři samostatná katastrální území obce. Z hlediska základních sídelních jednotek se obec dělí do šesti částí, jimiž jsou Adolfov, Liboňov, Telnice, U Staré Pošty, Varvažov a Zadní Telnice. V nejzápadnější části, v prostoru Zadní Telnice, katastrální území obce dosahuje až k česko-německé státní hranici.

## Infrastruktura
Telnice je vybavena veřejným osvětlením, vodovodem, kanalizací a je plynofikována.

## Sport
Územím obce prochází řada turistických tras. Patří mezi ně zelená turistická značka z Telnice do Adolfova, modrá turistická značka z Telnice k přírodní rezervaci Černá louka u Adolfova, a část žluté turistické značky z Varvažova k Ruskému pomníku u Přestanova. V oblasti Adolfova pak vede cyklistická trasa II. třídy nadregionálního významu č. 23, vedoucí z Děčína na Měděnec, která je součástí Krušnohorské magistrály.
Významně jsou zastoupeny zimní sporty. Jde především o lyžařské středisko Zadní Telnice, jehož počátky sahají až do dob před první světovou válkou. V roce 1965 se stalo prvním rekreačním střediskem v Československu používajícím umělé zasněžování. K roku 2007 je jeho součástí 9 sjezdovek různé obtížnosti o celkové délce 4,2 kilometru.
Mezi zdejší sjezdovky patří například Cvičná louka, Meva, Macháček, Turistická či Slalomák, které jsou obsluhovány šesti vleky a jednou sedačkovou lanovkou.
Od roku 2014 je v Zadní Telnici v provozu dvousedačková lanovka, která byla dovezena ze Švýcarska a přestavěna na zdejší podmínky.
Je jednou z nejrychlejších v Krušných Horách. 
V okolí je též rozsáhlá síť běžkařských tras (strojově upravovaných i neupravovaných), mezi něž patří i Krušnohorská lyžařská magistrála.

## Pamětihodnosti
- Kostel svatého Josefa – kostel z roku 1910 stojí v horní části obce u silnice do Krásného Lesa. Dnes zchátralý, v rekonstrukci. V průčelní východní věže zvon není, v zadním sanktusovém nástavci je malý zvon.
- Kaple v Liboňově – kaple z počátku 20. století s věžičkou je dnes zcela prázdná, zdevastovaná. Věžička je bez zvonu.
- Kaple Panny Marie ve Varvažově – kaple s věžičkou z r. 1860 stojí u silnice v obci. Je nově opravená, zvon ve věžičce není.
- Venkovský dům čp. 34 – kulturní památka[27]

## Galerie

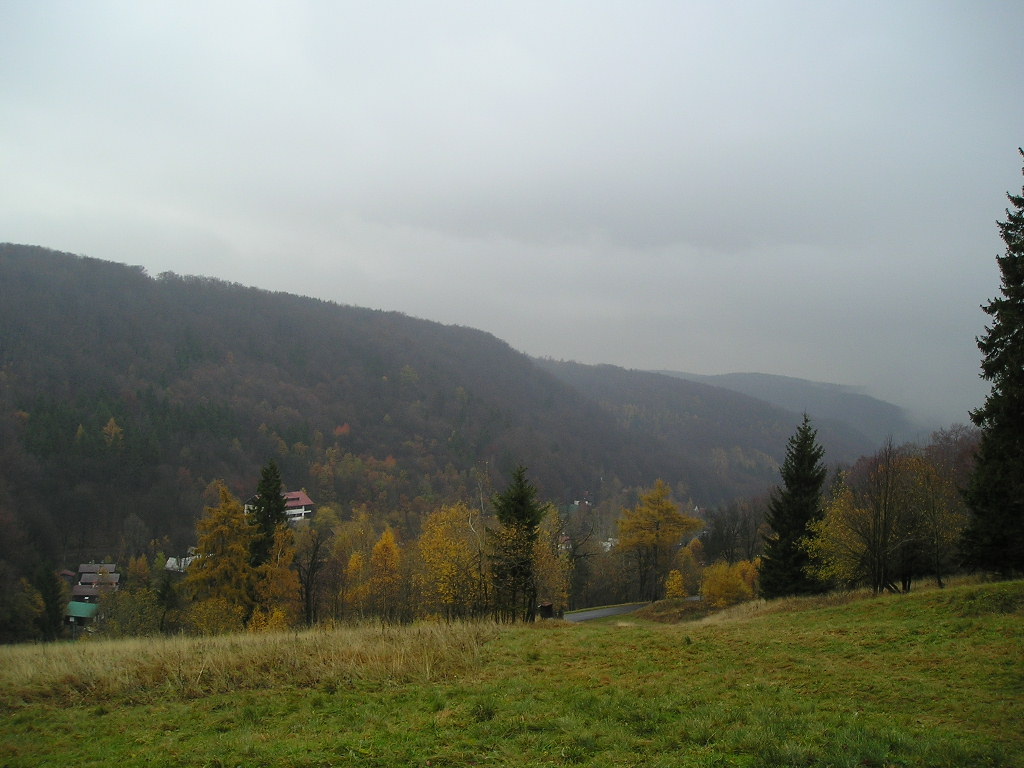
Zadní Telnice
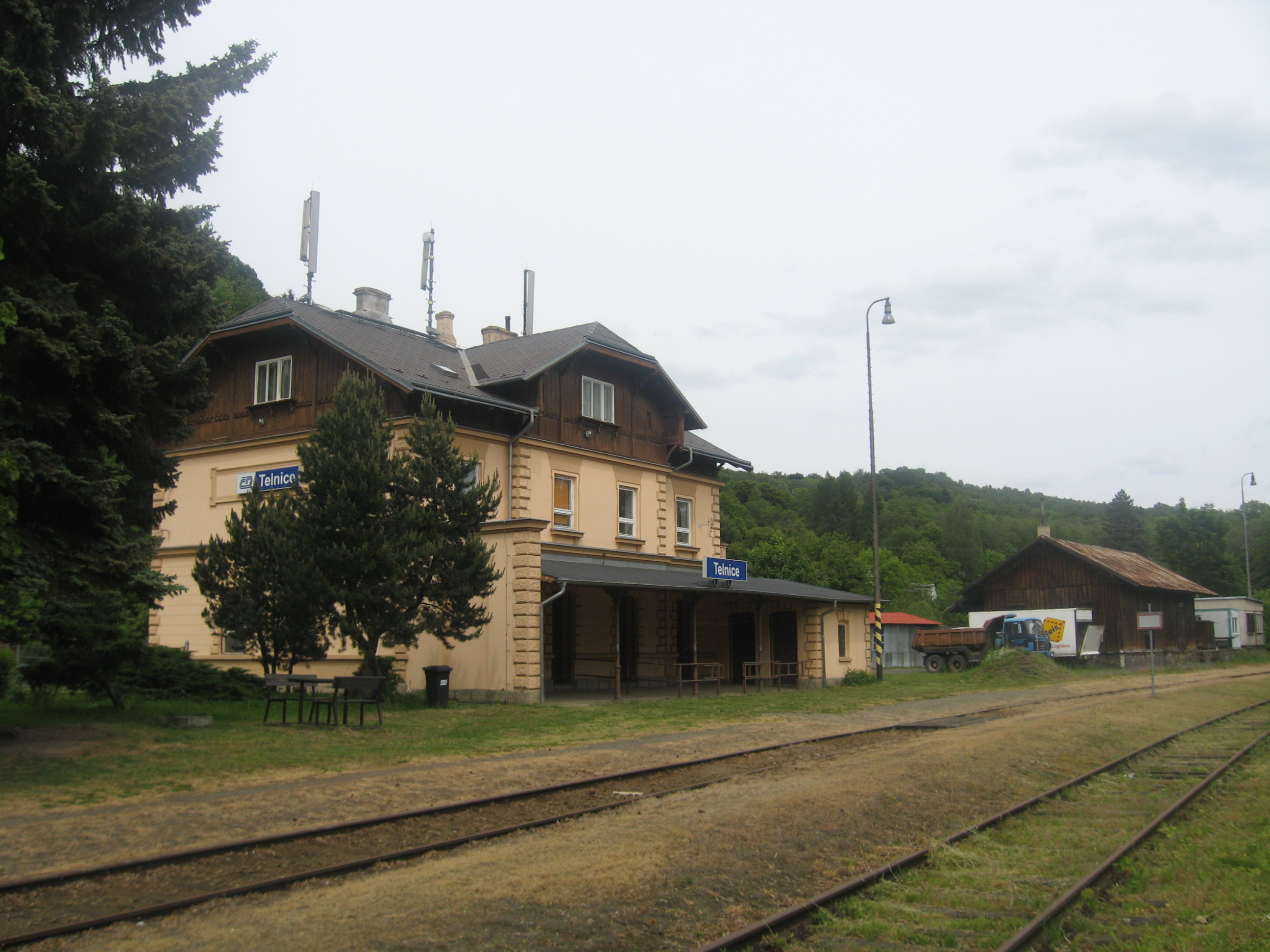
Nádraží
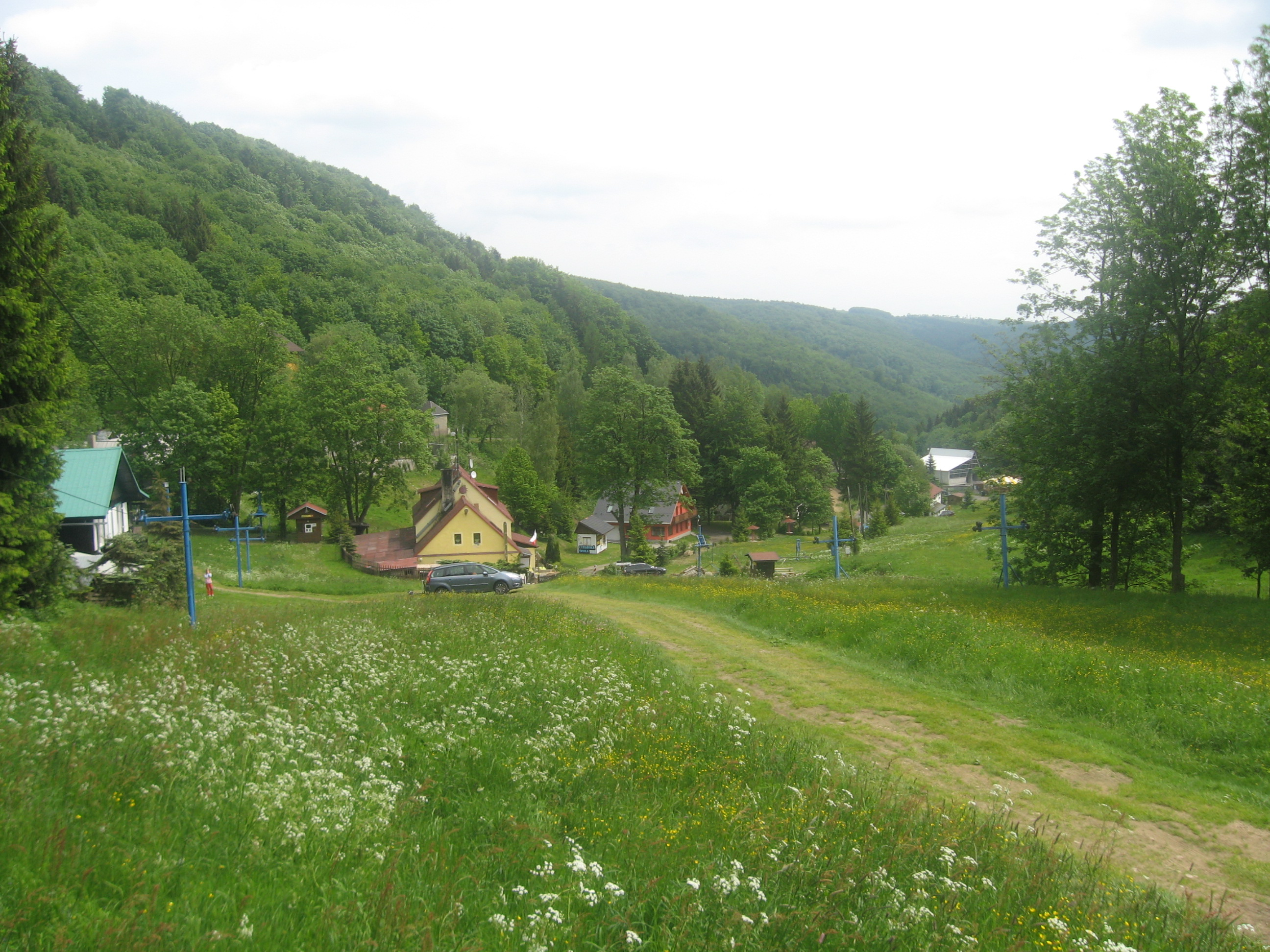
Lyžařské centrum Zadní Telnice
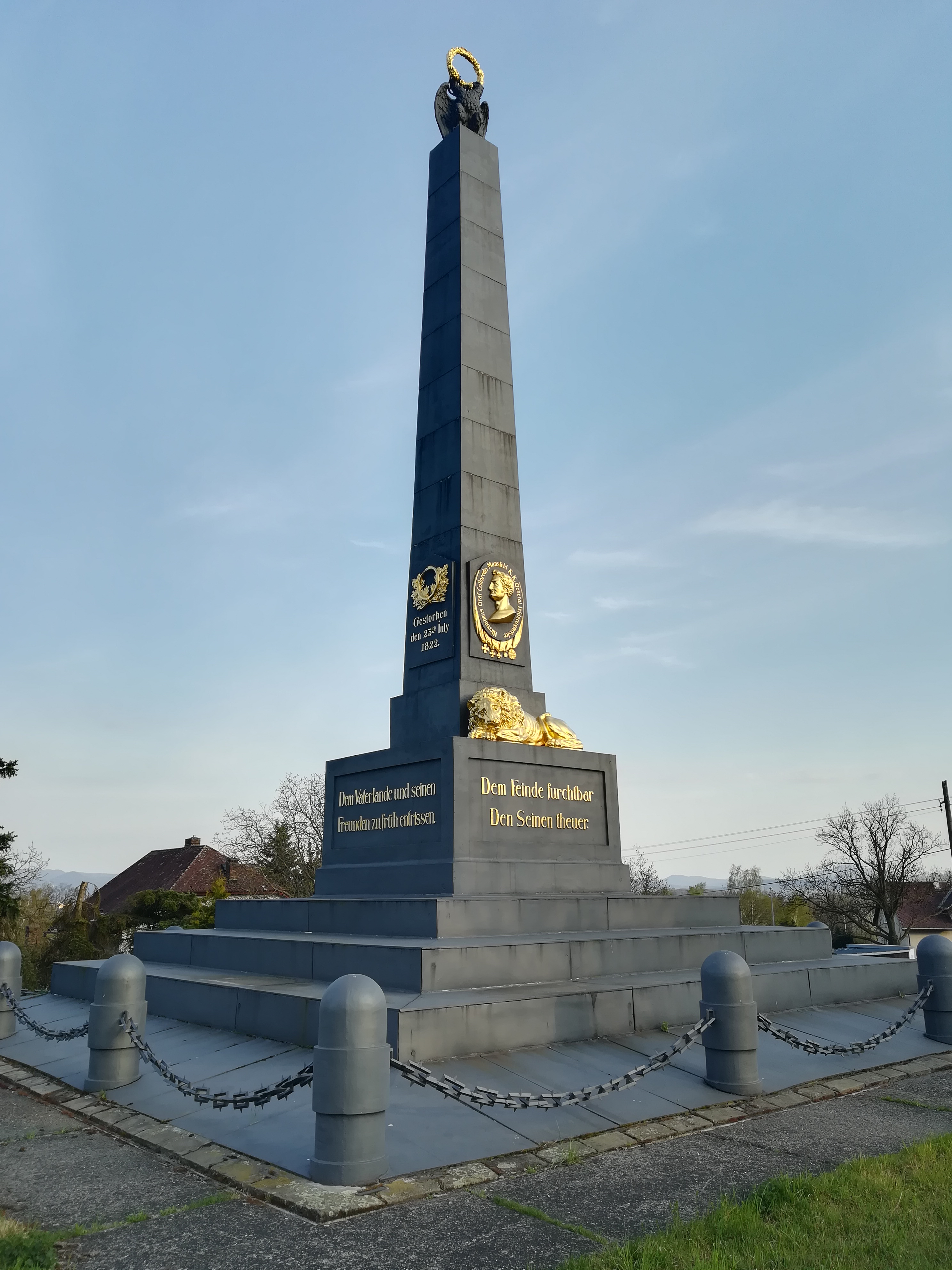
Památník generála Colloredo-Mansfelda ve Varvažově
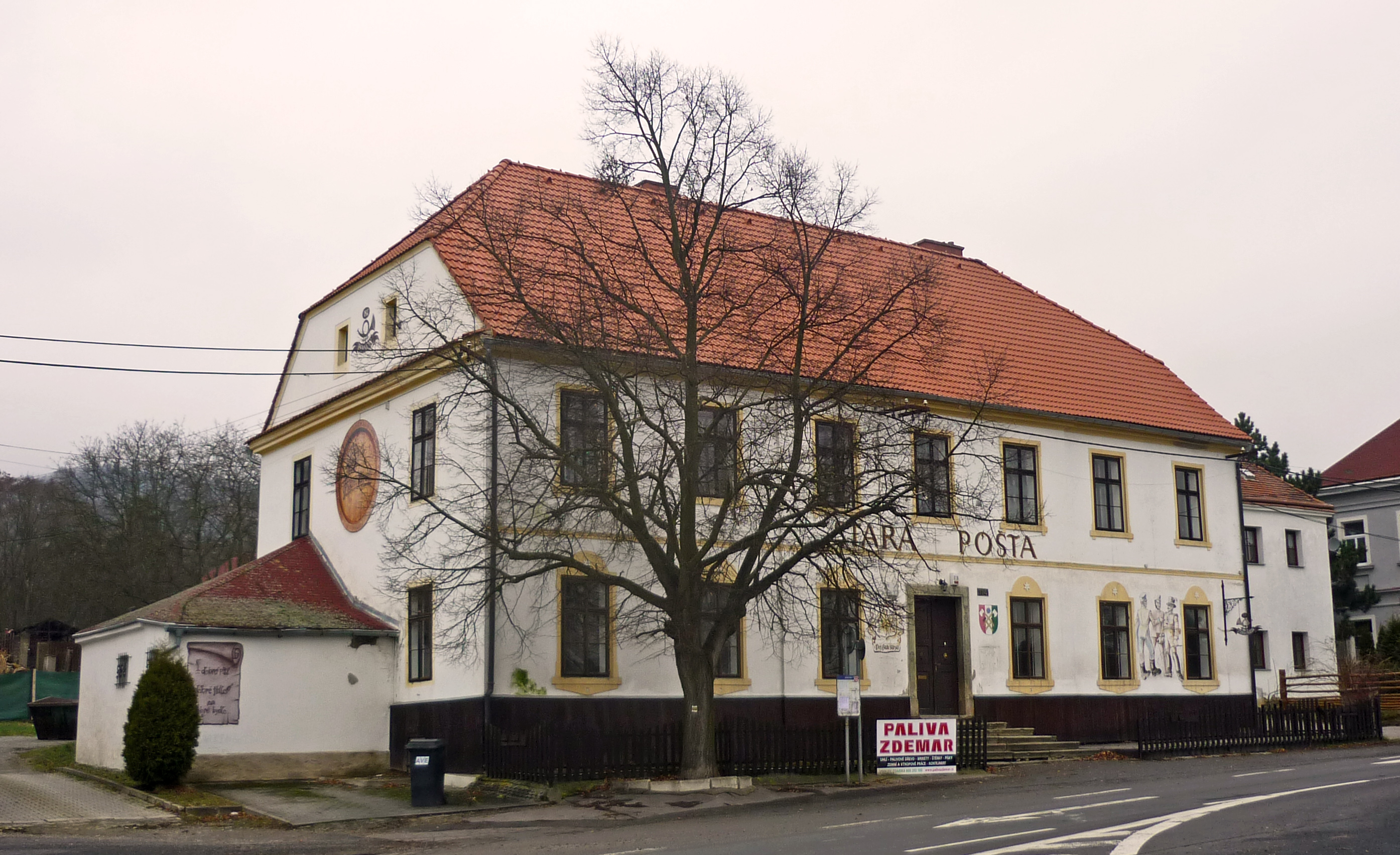
Hostinec "Stará pošta" ve Varvažově